# Pteris haenkeana
Pteris haenkeana är en kantbräkenväxtart som beskrevs av Presl. Pteris haenkeana ingår i släktet Pteris och familjen Pteridaceae. Inga underarter finns listade.